# Chì(II) hydroxide
Chì(II) hydroxide hay hydroxide chì(II) (công thức hóa học: Pb(OH)2), là một hydroxide của chì, với chì ở trạng thái oxy hóa +2. Chì(II) cacbonat cơ bản (PbCO3·2Pb(OH)2) hoặc chì(II) oxit (PbO) là những hợp chất thường găp trong thực tế, trong quá khứ người ta thường nhầm lẫn giữa chì(II) hydroxide và nó đã từng là một vấn đề gây tranh cãi.

## Điều chế
Khi thêm hydroxide vào dung dịch muối chì(II), thu được oxit chì thủy hợp (hydrat hóa) PbO·xH2O (với x < 1). Sự thủy phân cẩn thận chì(II) axetat (Pb(CH3COO)2) cho ra một sản phẩm dạng tinh thể với công thức 6PbO·2H2O = Pb6O4(OH)4. 

## Phản ứng
Trong dung dịch, chì(II) hydroxide là một base yếu, tạo ion chì(II), Pb2+, dưới điều kiện với axit yếu. Li tử ion này thủy phân, dưới điều kiện kiềm gia tăng lên, tạo ra Pb(OH)+, Pb(OH)2(aq), Pb(OH)3−, và các hợp chất khác, bao gồm một vài hợp chất đa hạt nhân, ví dụ như Pb4(OH)44+,  Pb3(OH)42+,  Pb6O(OH)64+.

## Chì hiđrat
Tên gọi chì hiđrat đôi khi được sử dụng trong quá khứ nhưng nó lại không rõ ràng rằng liệu danh pháp này có phải đề cập đến một trong hai, Pb(OH)2 hay PbO·xH2O.